# Платформа (фильм, 2000)
Платформа (кит. упр. 站台, пиньинь Zhàntái) — китайский фильм 2000 года режиссёра Цзя Чжанкэ, также написавшего сценарий. Действие фильма разворачивается в родном городе режиссёра Фэньяне, провинция Шаньси, с конца 1970-х до начала 1990-х годов. Речь персонажей представляет собой сочетание ряда китайских наречий, в том числе цзинь и севернокитайский язык. Лента названа в честь популярной китайской песни об ожидании на железнодорожной платформе.
«Платформа» завоевала широкое признание критиков и её часто называют одним из величайших фильмов 2000-х годов.

## Сюжет
Действие фильма начинается в 1979 году, вскоре после окончания Культурной революции. Театральная труппа, состоящая из молодых артистов, выступает в Фэньяне с творческой программой, согласованной с партией. Труппа включает Цуй Минляна и его друзей, Инь Жуйцзюань, Чжан Цзюня и Чжун Пин. Чжан и Чжун вместе. Цуй спрашивает Инь, является ли она его девушкой, но она отвечает, что нет. Труппа покидает свой родной город и гастролирует по всей стране в течение нескольких лет. Инь остаётся и становится впоследствии сборщицей налогов. Власти узнают о незаконных сексуальных отношениях между Чжаном и Чжун, и Чжун покидает труппу. Поскольку Китай претерпевает большие социальные изменения, они отказываются от прежнего репертуара и начинают играть рок-музыку. В конечном итоге они возвращаются в Фэньян. Цуй, морально истощённый долгим путешествием, воссоединяется с Инь.

## В ролях
- Ван Хунвэй — Цуй Минлян
- Чжао Тао — Инь Жуйцзюань
- Лян Цзиндун — Чжан Цзюнь
- Лина Ян — Чжун Пин
- Ван Бо — Яо Эренг
- Хань Саньмин — Саньмин

## Художественные особенности
Длинные кадры с небольшим движением камеры являются одной из отличительных черт фильма. Хоть в нём и есть несколько крупных планов, вместо этого камера обычно остаётся вдали от актёров, а в некоторых сценах их даже не видно и слышны лишь диалоги. В результате персонажи кажутся «бесстрастными и закрытыми».
Также считается, что хоть «Платформа» и рассказывает о судьбах главных героев, но на первый план выходит изменение Китая в 1980-е годы через изменения музыкальных стилей. Издание CineAction даже рассматривает «культуру как наиболее заметного „актёра“ фильма». Лента была охарактеризована как «эпос постреволюционного Китая».

## Признание и награды
«Платформа» была признана вторым лучшим фильмом 2000-х на Кинофестивале в Торонто в рамках программы TIFF Cinematheque. В опросе принимало более чем 60 экспертов в области кино (историки, архивисты и прочие) со всего мира. Ещё один фильм Цзя Чжанкэ, «Натюрморт», был признан третьим лучшим фильмом. «Платформу» поместили на 32 место в списке 100 лучших фильмов 2000-х годов, составленном Slant Magazine, и была названа одним из лучших фильмов 2000-х годов изданием Sight & Sound. Также у фильма 79 % «свежести» на сайте-агрегаторе рецензий Rotten Tomatoes.
Награды
Фильм участвовал в официальной конкурсной программе 57-го Венецианского кинофестиваля в 2000 году, где был удостоен премия Сети продвижения азиатского кино (Netpac). Также лента была удостоена главных призов на Кинофестивале трёх континентов 2000 года и Международного кинофестиваля независимого кино в Буэнос-Айресе в 2001 году и ряд других наград.